# 沃斯克列謝尼耶 (弗拉基米爾州)
沃斯克列謝尼耶（俄语：Воскресенье）是俄羅斯弗拉基米爾州佩圖什基區的村莊，位於納戈爾內農村居民點。該村距波克羅夫9（5.6英里），距佩圖什基27（17英里）。該村1859年有人口268人，1926年人口194人，2002年人口11人，2010年人口8人。